# Artrostilidina
Les artrostilidines (Arthrostylidinae) són una subtribu de bambús de la família de les poàcies, que comprèn 12 gèneres.

## Gèneres
- Actinocladum
- Alvimia
- Arthrostylidium
- Athroostachys
- Atractantha
- Aulonemia
- Colanthelia
- Elytrostachys
- Glaziophyton
- Merostachys
- Myriocladus
- Rhipidocladum